# PowerBook 140

Le PowerBook 140 fait partie, avec les PowerBook 100 et 170, de la première génération de PowerBook, la gamme d'ordinateur portable d'Apple, lancée en octobre 1991.
Bien plus puissant que le PowerBook 100 avec son microprocesseur Motorola 68030, il constituait le modèle de milieu de gamme. Il avait un écran plus grand que le PowerBook 100, ce qui le rendait plus lourd et moins compact que celui-ci. Il intégrait en outre une batterie NiCad lui offrant une autonomie de 2 heures et un lecteur de disquette 1,44 Mo. Il sera remplacé en août 1992 par le PowerBook 145.